# Elżbieta Basiul
Elżbieta Basiul – polska konserwatorka dzieł sztuki, profesor sztuk plastycznych.

## Życiorys
Studiowała na Uniwersytecie Mikołaja Kopernika w Toruniu w latach 1979–1984, jej specjalizacją była konserwacja malarstwa i rzeźby polichromowanej, otrzymała tytuł magistra w 1984 roku. Stopień doktora sztuk plastycznych uzyskała tamże w 1997 roku na podstawie pracy pt. Problem barw w retuszu obrazów sztalugowych malowanych w technice wielowarstwowej. Habilitowała się w 2005 roku w zakresie sztuk plastycznych, z dyscypliny: konserwacja dzieł sztuki na podstawie dorobku i pracy pt. Warsztat malarski gotyckiego tryptyku z Matką Boską Apokaliptyczną z bazyliki katedralnej we Włocławku. Uzyskała tytuł profesora sztuk plastycznych w 2016 roku. 
Od 1984 roku pracuje na Uniwersytecie Mikołaja Kopernika w Toruniu. 
Jest Ekspertem Polskiej Komisji Akredytacyjnej od 2007 roku, Ekspertem Fundacji Romualdo del Bianco, należy do toruńskiego oddziału Związku Polskich Artystów Plastyków, była przewodniczącą sekcji konserwatorów dzieł sztuki w latach 2006–2011. 

## Dorobek naukowy
Specjalizuje się w konserwacji i restauracji dzieł sztuki. Zajmuje się m.in. kopiowaniem obrazów sztalugowych.

### Publikacje
- Warsztat malarski gotyckiego tryptyku z Matką Boską Apokaliptyczną, św. Katarzyną i św. Barbarą z bazyliki katedralnej we Włocławku (2007)[4]
- Badania diagnostyczne w konserwacji i restauracji zabytków [w:] Problemy konserwacji i badań zabytków architektury (współautorka, 2008)[4]